# Космос-1176
Космос-1176 је један од преко 2400 совјетских вјештачких сателита лансираних у оквиру програма Космос.
Космос-1176 је лансиран са космодрома Тјуратам, Бајконур, СССР, 29. априла 1980. Ракета-носач је поставила сателит у орбиту око планете Земље. 